# ASUS MeMO Pad 7 (ME572CL)
Asus MeMO Pad 7 (ME572CL) — планшетный компьютер на базе операционной системы Android, разработанный Asus.

## Внешний вид и органы управления
Внешний вид типичен для планшетов под управлением Android. На передней грани находятся сенсорный дисплей, датчик освещения и объектов передней камеры, на задней панели из глянцевого пластика темно-вишневого, чёрного или золотистого цветов — логотип производителя и объектив основной камеры. На верхней грани — динамик и разъём для наушников, на нижней — динамик и разъём micro-USB, на левой — гнездо microSD, на правой — кнопка-качалка регулировки громкости, выключатель, отверстие для микрофона и гнездо для SIM-карты.

## Аккумуляторная батарея и время работы
На планшете установлена литий-полимерная аккумуляторная батарея емкостью 15 Вт·ч. Производителем заявлено время работы до 11 часов.

## Отзывы в прессе
Планшет получил в целом положительные отзывы. Достоинствами были названы качество сборки, качество дисплея, высокая производительность, недостатками — скользкий и маркий пластик задней крышки, широкие рамки вокруг дисплея, невысокая скорость работы ZenUI.